# Sânpetru
Sânpetru (in ungherese Barcaszentpéter, in tedesco Petersberg) è un comune della Romania di 3759 abitanti, ubicato nel distretto di Brașov, nella regione storica della Transilvania.